# Hoa hậu Hòa bình Quốc tế 2015
Hoa hậu Hòa bình Quốc tế 2015 là cuộc thi Hoa hậu Hòa bình Quốc tế lần thứ 3 được tổ chức vào ngày 25 tháng 10 năm 2015 tại Nhà thi đấu Huamark, Băng Cốc, Thái Lan. Cuộc thi có sự tham dự của 78 thí sinh đại diện cho các quốc gia và vùng lãnh thổ khác nhau. Hoa hậu Hòa bình Quốc tế 2014 là Daryanne Lees đến từ Cuba đã trao vương miện cho người kế nhiệm, cô Anea García đến từ Cộng hòa Dominican.
Nhưng chỉ sau 4 tháng đương nhiệm thì Anea García đã bị truất ngôi do không hoàn thành nghĩa vụ.  Ngay sau đó, Á hậu 1 là Claire Parker đến từ Úc đã thay thế cô. Hoa hậu Daryanne Lees được mời đến trao vương miện cho Claire Parker.
Nhưng đến năm 2019 thì Claire Parker cũng bị truất ngôi vì không trung thành với cuộc thi, cô đã tham dự cuộc thi Hoa hậu Hoàn vũ Úc 2019.
Trong năm này thì Á hậu 2 là Vartika Singh đến từ Ấn Độ cũng bị truất ngôi danh hiệu vì nhận lời mời tham gia Hoa hậu Hoàn vũ 2019.

Như vậy, Hoa hậu Hòa bình Quốc tế 2015 không có người kế nhiệm nhưng Á hậu 3 Parul Shah đến từ Philippines được thừa hưởng danh hiệu cao quý này dù không có sự công nhận từ Ban tổ chức.

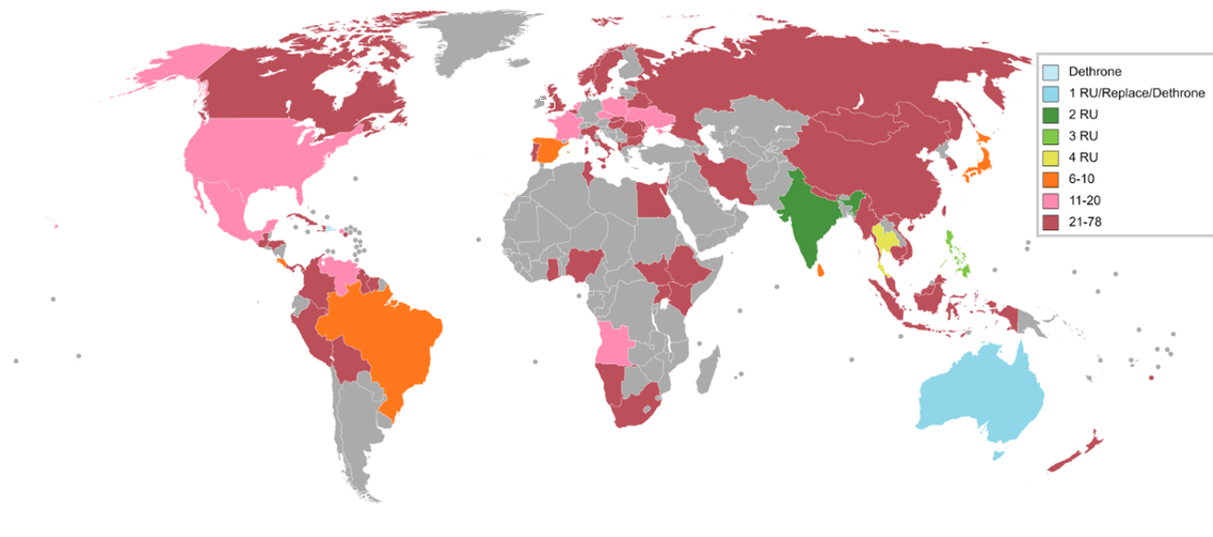
Các quốc gia và vùng lãnh thổ tham gia Hoa hậu Hoà bình Quốc tế 2015 và kết quả.

## Kết quả

### Thứ hạng
| Thành tích                    | Thí sinh |
| ----------------------------- | --- |
| Hoa hậu Hòa bình Quốc tế 2015 | - Cộng hòa Dominican – Anea García (Truất ngôi) |
| Hoa hậu Hòa bình Quốc tế 2015 | - Úc – Claire Elizabeth Parker (Kế nhiệm) |
| Á hậu 2                       | - Ấn Độ – Vartika Singh |
| Á hậu 3                       | - Philippines – Parul Shah |
| Á hậu 4                       | - Thái Lan – Rattikorn Kunsom |
| Top 10                        | - Brazil – Paula Gomes - Costa Rica – Mariela Aparicio - Nhật Bản – Ayaka Tanaka - Tây Ban Nha – Andrea de Cozar - Sri Lanka – Mariam Gunesekere § |
| Top 20                        | - Angola – Meriam Kaxuxwena - Cộng hòa Séc – Taťána Makarenko - Pháp – Eline Lamboley - Mexico – Aracely Azar - Hà Lan – Shauny Bult - Ba Lan – Katarzyna Krzeszowska - Puerto Rico – Isamar Campos - Ukraine – Anastasiia Lenna - Hoa Kỳ – Laurie Petersen - Venezuela – Reina Rojas |

§ Thí sinh được vào thẳng Top 10 do giành được nhiều phiếu bầu qua Internet nhất

### Thứ tự gọi tên
| 1. Ấn Độ 2. Ba Lan 3. Hoa Kỳ 4. Úc 5. Angola 6. Pháp 7. Thái Lan 8. Ukraine 9. Puerto Rico 10. Dominican Republic 11. Venezuela 12. Brazil 13. Czech Republic 14. Sri Lanka 15. Costa Rica 16. Hà Lan 17. Philippines 18. Tây Ban Nha 19. Mexico 20. Nhật Bản | 1. Sri Lanka 2. Philippines 3. Brazil 4. Thái Lan 5. Nhật Bản 6. Tây Ban Nha 7. Costa Rica 8. Ấn Độ 9. Dominican Republic 10. Úc | 1. Ấn Độ 2. Úc 3. Thái Lan 4. Dominican Republic 5. Philippines |

## Giải thưởng phụ
| Giải thưởng                                | Thí sinh                        |
| ------------------------------------------ | ------------------------------- |
| Hoa hậu được bình chọn qua mạng nhiều nhất | - Sri Lanka – Mariam Gunesekere |
| Truyền thông xã hội                        | - Ấn Độ – Vartika Singh         |
| Trang phục dạ hội đẹp nhất                 | - Nhật Bản – Ayaka Tanaka       |
| Trình diễn áo tắm đẹp nhất                 | - Costa Rica – Mariela Aparicio |
| Trang phục truyền thống đẹp nhất           | - Philippines – Parul Shah      |
| Giải thưởng của nhà tài trợ                |                                 |
| Grand Pageant's Choice Award               | - Suriname – Safora Brunswijk   |

### Trang phục dân tộc đẹp nhất
| Kết quả cuối cùng | Thí sinh |
| ----------------- | --- |
| Chiến thắng       | - Philippines – Parul Shah |
| Top 20            | - Bolivia – Adriana Delgadillo - Brazil – Paula Gomes - Cộng hòa Dominican – Anea García - Ghana – Charlee Berbicks - Guyana – Soyini Fraser - Haiti – Marie Darline Exume - Ấn Độ – Vartika Singh - Indonesia – Yolanda Remetwa - Nhật Bản – Ayaka Tanaka - Kenya – Elaine Mwangi - Malaysia – Santhawan Boonratana - Mexico – Aracely Azar - Nigeria – Ifeoma Ohia - Perú – Alejandra Almonte - Scotland – Taylor Stringfellow - Sri Lanka – Mariam Gunesekere - Suriname – Safora Brunswijk - Thái Lan – Rattikorn Kunsom - Tonga – Sicilia Makisi |

### Người đẹp Khán giả bình chọn
| Kết quả cuối cùng | Thí sinh |
| ----------------- | --- |
| Chiến thắng       | - Sri Lanka – Mariam Gunesekere |
| Top 10            | - Albania - Enkelejda Lajci - Úc - Claire Parker - Anh - Elizabeth Greenham - Ấn Độ - Vartika Singh - Indonesia - Yolanda Remetwa - Malaysia - Santhawan Boonratana - Myanmar - San Htate Htar Linn - Nepal - Jenita Basnet - Quần đảo Virgin (Mỹ) - Petra Cabrera Badia |
| Top 36            | - Argentina - Sol Chavez Aguilar - Brazil – Paula Gomes - Cambodia - Seng Phonvithawee - Canada – Jad Caron - Cuba - Maria Manzo - Cộng hòa Dominican – Anea García - Ethiopia – Bethelhem Belay - Guatemala – Ingrid Analí Calderón Galindo - Haiti - Marie Darline Exume - Nhật Bản – Ayaka Tanaka - Kenya – Elaine Mwangi - Kurdistan - Layli Chupani - Malta – Sarah Mercyka - Hà Lan – Shauny Bult - New Zealand – Georgette Jackson - Nigeria – Ifeoma Ohia - Norway - Sonia Singh - Philippines – Parul Shah - Romania - Paula Radu Georgiana - Russia - Xenia Rosenberg - Scotland – Taylor Stringfellow - Nam Phi – Leni Peters - Suriname – Safora Brunswijk - Thái Lan – Rattikorn Kunsom - Venezuela – Reina Rojas - Wales – Danielle Latimer |

## Thí sinh tham gia
Cuộc thi có tổng cộng 78 thí sinh tham gia:
| Quốc gia / Lãnh thổ  | Thí sinh                               | Tuổi | Quê quán                  |
| -------------------- | -------------------------------------- | ---- | ------------------------- |
| Albania              | Enkelejda Lajci                        | 17   | Tirana                    |
| Angola               | Meriam Ndaetowa Kaxuxwena              | 22   | Luanda                    |
| Úc                   | Claire Elizabeth Parker                | 23   | Sydney                    |
| Belarus              | Luliia Kuper                           | 22   | Minsk                     |
| Bỉ                   | Rana Ozkaya                            | 18   | Bruselas                  |
| Bolivia              | Adriana Delgadillo Galván              | 24   | Chuquisaca Department     |
| Brazil               | Paula Pereira Gomes                    | 23   | Rio Negro                 |
| Bulgaria             | Veneta Krasimirova Krŭsteva (Krasteva) | 23   | Sofia                     |
| Campuchia            | Seng Polvithavy                        | 23   | Phnôm Pênh                |
| Canada               | Jade Caron                             | 23   | Toronto                   |
| Trung Quốc           | Huili Xie                              | 23   | Hà Nam                    |
| Colombia             | Gisella Correa Córdoba                 | 24   | Chocó                     |
| Costa Rica           | Mariela Aparicio Alfaro                | 27   | San José                  |
| Cuba                 | María Elena Manzo                      | 23   | La Habana                 |
| Cộng hòa Séc         | Taťána Makarenko                       | 25   | Prague                    |
| Đan Mạch             | Isabella Lygne Christensen             | 17   | Copenhague                |
| Cộng hòa Dominica    | Anea García                            | 20   | Cranston                  |
| Ai Cập               | Cherine Shiba                          | 20   | El Cairo                  |
| Anh                  | Elizabeth Greenham                     | 22   | Nueva Brighton            |
| Estonia              | Anna Liisa Virkus                      | 24   | Tallin                    |
| Ethiopia             | Bethelhem Belay                        | 21   | Addis Ababa               |
| Pháp                 | Eline Lamboley                         | 18   | Paris                     |
| Ghana                | Charlee Esi Bekoe Berbicks             | 21   | Accra                     |
| Guatemala            | Ingrid Analí Calderón Galindo          | 26   | San Pedro Sacatepéquez    |
| Guyana               | Soyini Asanti Fraser                   | 25   | Georgetown                |
| Haiti                | Marie Darline Exume                    | 24   | Port-au-Prince            |
| Honduras             | Nadia Scarleth Morales                 | 18   | Colón                     |
| Hồng Kông            | Janet Choi Hiu-Ying                    | 26   | Victoria                  |
| Hungary              | Dalma Nyitrai                          | 20   | Pest County               |
| Ấn Độ                | Vartika Singh                          | 23   | Lucknow                   |
| Indonesia            | Yolanda Viyanditya Remetwa             | 21   | Maluku                    |
| Iran                 | Shadi Osmani                           | 26   | Tabriz                    |
| Israel               | Karin Nakash                           | 27   | Central District          |
| Ý                    | Maria Grazia Murazzani                 | 23   | Oristano                  |
| Nhật Bản             | Ayaka Tanaka                           | 25   | Saitama                   |
| Kenya                | Elaine Wairimu Mwangi                  | 22   | Nairobi                   |
| Hàn Quốc             | Dasol Lee                              | 25   | Seoul                     |
| Ma Cao               | Chloe Lan Wan-Ling                     | 23   | Ma Cao                    |
| Bắc Macedonia        | Dunavka Trifunovska                    | 34   | Skopje                    |
| Malaysia             | Santhawan Boonratana                   | 23   | Kelantan                  |
| Malta                | Sarah Marcieca                         | 24   | Balzan                    |
| México               | Aracely Azar Saravia                   | 25   | Campeche                  |
| Moldova              | Mihalache Bianca                       | 19   | Chișinău                  |
| Mông Cổ              | Khaliunaa Taravchamba Munkhsoyol       | 21   | Ulaanbaatar               |
| Myanmar              | San Htate Htar Linn                    | 21   | Yangon                    |
| Namibia              | Linda Amadhila                         | 23   | Windhoek                  |
| Nepal                | Jenita Basnet                          | 27   | Kathmandu                 |
| Hà Lan               | Shauny Wilhelmina Bult                 | 23   | North Brabant             |
| New Zealand          | Georgette Jackson                      | 25   | Wellington                |
| Nigeria              | Ifeoma Jennifer Ohia                   | 22   | Lagos                     |
| Na Uy                | Sonia Singh                            | 23   | Oslo                      |
| Panama               | María de los Ángeles Suárez Carrera    | 24   | Chiriquí                  |
| Perú                 | Alejandra Almonte Chávez               | 20   | Ucayali Region            |
| Philippines          | Parul Quitola Shah                     | 26   | Pangasinan                |
| Ba Lan               | Katarzyna Maria Krzeszowska            | 25   | Lesser Poland Voivodeship |
| Bồ Đào Nha           | Inês Filipa Gigante                    | 23   | Lisboa                    |
| Puerto Rico          | Isamar Campos de Jesús                 | 18   | Bayamón                   |
| Romania              | Georgiana Paula Radu                   | 22   | Bucharest                 |
| Nga                  | Ksenia Rozenberg                       | 19   | Omsk                      |
| Scotland             | Taylor Stringfellow                    | 23   | Edinburgh                 |
| Singapore            | Rouzi Yan                              | 25   | Singapore                 |
| Slovakia             | Andrea Barthalosová                    | 21   | Lučenec District          |
| Nam Phi              | Magdalena Lenie Pieterse               | 22   | Johannesburg              |
| Nam Sudan            | Akan William Awer                      | 22   | Juba                      |
| Tây Ban Nha          | Andrea de Cozar Martín                 | 21   | Málaga                    |
| Sri Lanka            | Ornella Mariam Jayasiri Gunesekere     | 23   | Colombo                   |
| Suriname             | Svetoisckia Kross Brunswijk            | 18   | Paramaribo                |
| Thụy Điển            | Issabella Georgsson                    | 22   | Uppsala                   |
| Đài Loan             | Viky Lin                               | 25   | Đài Bắc                   |
| Thái Lan             | Rattikorn Kunsom                       | 22   | Songkhla                  |
| Tonga                | Sicilia Makisi                         | 22   | Nukualofa                 |
| Tunisia              | Arij Nasri                             | 22   | Téboursouk                |
| Uganda               | Lilian Gashumba                        | 26   | Kampala                   |
| Ukraina              | Anastasia Lenna                        | 24   | Kiev                      |
| Hoa Kỳ               | Laurie Marie Petersen                  | 24   | Virginia                  |
| Quần đảo Virgin (Mỹ) | Petra Cabrera-Badia                    | 21   | Charlotte Amalie          |
| Venezuela            | Reina del Carmen Rojas Sánchez         | 22   | Caracas                   |
| Việt Nam             | Nguyễn Thị Lệ Quyên                    | 22   | Bạc Liêu                  |
| Wales                | Danielle Latimer                       | 26   | Cardiff                   |

## Tước vương miện
- Theo ban tổ chức cuộc thi Hoa hậu Hòa bình Quốc tế, đương kim hoa hậu Anea García bị truất ngôi do không hoàn thành nghĩa vụ của mình. Cụ thể, lịch học của cô khiến cô không thể tham gia các hoạt động do ban tổ chức sắp xếp, khiến nhiều hoạt động bị hủy bỏ. Cô còn bị tố cáo có thái độ đòi hỏi những dịch vụ không có trong hợp đồng và tự ý đưa bà của mình đến sống tại Băng Cốc.[83]
- Năm 2019, Claire Parker đăng thông tin trên Instagram cá nhân rằng sẽ tham gia cuộc thi Hoa hậu Hoàn vũ Úc 2019, ngay sau đó không lâu Ban tổ chức cuộc thi đã đăng thông báo trên Facebook rằng sẽ cô sẽ bị phế bỏ danh hiệu này của cô tại cuộc thi, cho dù cô đã đăng quang và hoạt động cùng tổ chức 4 năm.
- Á hậu 2, Vartika Singh đến từ Ấn Độ cũng bị truất ngôi vì nhận lời mời tham gia Hoa hậu Hoàn vũ 2019.